# Egészrész (antológia)
Az Egészrész egy irodalmi versantológia, amely Kabai Lóránt szerkesztésében a JAK-füzetek sorozat 150. köteteként adták ki 2007-ben a József Attila Kör és a L'Harmattan Kiadó gondozásában. Alcíme: Fiatal költők antológiája. Az antológia fülszövegét Bán Zoltán András írta.

## Az antológia szerzői
- Antal Balázs
- Bajtai András
- Csobánka Zsuzsa
- Dunajcsik Mátyás
- Krusovszky Dénes
- Kupcsik Lidi
- Málik Roland
- Mándoki György
- Nemes Z. Márió
- Pollágh Péter
- Sopotnik Zoltán
- Turányi Tamás
- Varga Zoltán Tamás

## Kritikák
- Bányai János: Két antológia: az "utániság" rezignált poétikája (Egészrész; Telep-antológia) in. Uő.: Költ(ők), könyv(ek), vers(ek) – Könyv és kritika IV. Forum Könyvkiadó, 2010, 331-335.
- Lapis József: Utódok, boldog ősök, Alföld, 2008/12
- Váradi Péter: A kortárs líra keletkezése, Kalligram, 2008/9
- Mezei Gábor: Saját küszöb, Debreceni Disputa, 2008/6
- Antal Attila: "A szorongást futja itt ki magából az ember", Vörös Postakocsi, 2008/tavasz
- Szegő János: Részben egész, Holmi, 2008/4
- Balázs Imre József: Ne legyen túl szép Archiválva 2016. április 4-i dátummal a Wayback Machine-ben, Műút, 2008/06
- Turi Tímea: Közös tanácstalanság, A Hét, 2007.12.29.
- Toroczkay András: Felemás Prae.hu, 2007.12.02.
- Krupp József: A százötvenedik, Élet és Irodalom, 2007/48

## További információ
- Az Egészrész antológia a Molyon